# KNHB beker mannen 1995/96
De 3de en tevens laatste editie van de KNHB beker 1995/96 kende Amsterdam als winnaar. In de finale die gespeeld werd in Wassenaar versloegen de hoofdstedelingen Hockeyclub 's-Hertogenbosch na strafballen.

## Eerste ronde
Officiële speeldatum: 10 september 1995. In deze ronde speelden alleen de 24 clubs uit de Overgangsklasse tegen elkaar. 
| Thuis        | Uitslag | Uit        | Bijzonderheden |
| ------------ | ------- | ---------- | -------------- |
| Push         | 5-0     | Wageningen |                |
| Leonidas     | 2-1     | Rapidity   |                |
| Alkmaar      | 0-2     | Hudito     |                |
| SCHC         | 3-1     | Leusden    |                |
| Geel-Zwart   | 2-1     | MEP        |                |
| Venlo        | 0-2     | Union      |                |
| Laren        | 7-2     | Leiden     |                |
| Voordaan     | 1-2     | Rotterdam  |                |
| Schaerweijde | 2-4     | EHV        |                |
| EMHC         | 2-3     | Breda      |                |
| Groningen    | 0-2     | Hurley     |                |
| Concordia    | 2-1     | Gooische   |                |

## Tweede ronde
Officiële speeldatum: 7 maart 1996. In deze ronde stroomden de hoofdklassers Hockeyclub 's-Hertogenbosch, Hattem (9 en 10 in het vorige seizoen) en stroomden de nieuwkomers in de Hoofdklasse Kampong en Victoria.
| Thuis      | Uitslag | Uit       | Bijzonderheden            |
| ---------- | ------- | --------- | ------------------------- |
| Laren      | 1-6     | Victoria  |                           |
| Hurley     | 0-1     | SCHC      |                           |
| EHV        | 1-1     | Hattem    | EHV wint na strafballen   |
| Concordia  | 1-2     | Den Bosch |                           |
| Breda      | 2-3     | Kampong   |                           |
| Geel-Zwart | 0-2     | Leonidas  |                           |
| Push       | 1-1     | Union     | Union wint na strafballen |
| Rotterdam  | 5-0     | Hudito    |                           |

## Derde ronde
Officiële speeldatum: ?. In deze ronde stroomden de overige hoofdklassers in. 
| Thuis        | Uitslag | Uit               | Bijzonderheden          |
| ------------ | ------- | ----------------- | ----------------------- |
| Leonidas     | 2-1     | Tilburg           |                         |
| Union        | 0-2     | Klein Zwitserland |                         |
| SCHC         | 1-1     | HDM               | HDM wint na strafballen |
| Rotterdam    | 1-3     | Bloemendaal       |                         |
| EHV          | 2-3     | Amsterdam         |                         |
| HGC          | 5-0     | Victoria          |                         |
| Den Bosch    | 4-1     | Pinoké            |                         |
| Oranje Zwart | 4-2     | Kampong           |                         |

## Kwartfinales
Officiële speeldatum: 13 april 1996.  
| Thuis     | Uitslag | Uit               | Bijzonderheden                |
| --------- | ------- | ----------------- | ----------------------------- |
| Amsterdam | 3-0     | Klein Zwitserland |                               |
| HDM       | 2-2     | Bloemendaal       | HDM wint na strafballen       |
| Den Bosch | 2-2     | HGC               | Den Bosch wint na strafballen |
| Leonidas  | 1-2     | Oranje Zwart      |                               |

## Halve finales
Officiële speeldatum: 16 mei 1996.  
| Thuis        | Uitslag | Uit       | Bijzonderheden |
| ------------ | ------- | --------- | -------------- |
| Oranje Zwart | 1-5     | Amsterdam |                |
| Den Bosch    | 5-1     | HDM       |                |

## Finale
19 mei 1996, Wassenaar.
| Thuis     | Uitslag | Uit       | Bijzonderheden                     |
| --------- | ------- | --------- | ---------------------------------- |
| Den Bosch | 1-1     | Amsterdam | Amsterdam wint na strafballen: 2-4 |